# Psychopsis illidgei
Psychopsis illidgei är en insektsart som beskrevs av Walter Wilson Froggatt 1903.
Psychopsis illidgei ingår i släktet Psychopsis och familjen Psychopsidae. Inga underarter finns listade i Catalogue of Life.